# Lliga amateur hondurenya de futbol
La lliga amateur hondurenya de futbol fou el campionat amateur que es disputà a Hondures abans de la creació de la Liga Nacional de Fútbol de Honduras. Es disputà entre 1947 i 1964.

## Historial
Font:
- 1947: Victoria (1)
- 1948: Motagua (1)
- 1949: Hibueras (1)
- 1950-51: Motagua (2)
- 1951-52: Sula (1)
- 1952: Aduana (1)
- 1953: Federal (1)
- 1954-55: Abacá (1)
- 1955-56: Hibueras (2)
- 1956-57: no es disputà
- 1957-58: Olimpia (1)
- 1958-59: Olimpia (2)
- 1959: Olimpia (3)
- 1960-61: Olimpia (4)
- 1961: Olimpia (5)
- 1962: Vida (1)
- 1963-64: Olimpia (6)
- 1964: Olimpia (7)